# العقبان البيضاء
العقبان البيضاء (بالصربية: Бели орлови)‏ وتُعرف أيضًا باسم المُنتقمون (Осветници)، كانت قوات شبه عسكرية صربية ارتبطت بكُل من حزب التجديد الوطني الصربي (SNO) والحزب الراديكالي الصربي (SRS). حاربت هاته القُوات في كرواتيا والبوسنة والهرسك خلال الحروب اليوغوسلافية.